# 'A CUBE' FOR SEASON BLUE Season 2
〈'A CUBE' FOR SEASON # BLUE Season 2〉(에이큐브 포 시즌 블루 시즌 투)는 4계절을 테마로 한 'A CUBE' FOR SEASON 프로젝트의 5번째 싱글이며, 2015년 6월 2일에 발매된 싱글이며, 에이핑크의 김남주와 비투비의 육성재가 컬래버레이션으로 불렀다.

## 수록곡
- 전체 작사 · 작곡 · 편곡: 손영진, 조성호

1. 사진
2. 사진 (Inst.)